# Telchinia alberta
Telchinia alberta is een vlinder uit de familie van de Nymphalidae. De wetenschappelijke naam van de soort is voor het eerst gepubliceerd in 1911 door Harry Eltringham.
De soort komt voor in Oeganda.